# بوجانگای والاس
بوجانگای والاس (نام علمی: Dicrurus densus) نام یک گونه از تیره بوجانگا است.